# Mansory
Vous pouvez aider à l'améliorer ou bien discuter des problèmes sur sa page de discussion.
- Il ne cite pas suffisamment ses sources. Vous pouvez indiquer les passages à sourcer avec {{référence nécessaire}} ou {{Référence souhaitée}}, et inclure les références utiles en les liant aux notes de bas de page. (Marqué depuis mars 2023)
- Son ton est trop promotionnel ou publicitaire, voire hagiographique. Le texte doit adopter un ton neutre et encyclopédique. (Marqué depuis mars 2023)

- Archive Wikiwix
- Bing
- Cairn
- DuckDuckGo
- E. Universalis
- Gallica
- Google
- G. Books
- G. News
- G. Scholar
- Persée
- Qwant
- (zh) Baidu
- (ru) Yandex
- (wd) trouver des œuvres sur Wikidata

Mansory est un préparateur  allemand spécialisé  dans le tuning de voitures haut de gamme et sportives, notamment de supercars. Fondée en 1989 par l’irano-britannique Kourosh Mansory, l’entreprise est installée en Bavière, où elle transforme des automobiles issues de constructeurs tels que Bentley, Rolls-Royce, Porsche, Ferrari ou Aston Martin.

## Présentation

### Historique
Mansory est fondée en 1989 par l’irano-britannique Kourosh Mansory. Passionné de modèles de luxe britanniques, celui-ci concentre d’abord les efforts de son entreprise sur des Bentley, puis sur des Rolls-Royce et Aston Martin. En 2007, il rachète le préparateur suisse Rinspeed, spécialisé dans les modifications de Porsche, ce qui lui permet d’ajouter les modèles de cette marque à son catalogue. À la fin de la même décennie , il commence à commercialiser des modifications de Ferrari, avec une modification de la 599 GTB Fiorano baptisée « Stallone ». D’autres marques s’ajoutent ensuite à son catalogue, comme en 2018, Bugatti et Ford, et plus tard Lamborghini, Audi ou Maserati.

### Activité et réputation
Comme tout préparateur automobile, Mansory n’a pas d’activité de constructeur à proprement parler, mais transforme des modèles fabriqués par d’autres. Les travaux, d’une durée d’environ 1 mois par voiture, ont lieu dans un atelier installé à Brand, en Bavière. Ceux-ci employaient 182 personnes en 2021.
La clientèle visée est composée de gens riches, avec par exemple des footballeurs. Des revendeurs sont situés à Beverly Hills, Moscou, Genève, Singapour et dans les Émirats arabes unis. Parmi les produits Mansory, certains sont uniques et répondent à la demande d’un client, d’autres sont réalisés en petite série et proposés directement par le préparateur.
Avec plus de 30 ans d’expérience, Mansory, habitué du Salon automobile de Genève, fait l’objet de critiques de la presse automobile pour le mauvais goût de ses préparations au style bling-bling —Turbo allant jusqu’à parler de « réputation sulfureuse ». Celles-ci se caractérisent par d’importantes modification de carrosserie à l’aide de kits, le remplacement des jantes, mais également des choix de peinture et de sellerie extravagants, assortis de préparations mécaniques visant à l’augmentation de la puissance du moteur.

## Modèles
Modifiant des véhicules de différents modèles produits par différents constructeurs, Mansory a un catalogue très vaste et évoluant rapidement. Parmi ceux-ci, on peut compter :
- La Stallone, Ferrari 599 GTB Fiorano réalisée pour Samuel Eto'o[2] ;
- La Coastline, modification du SUV Rolls-Royce Cullinan[4] ;
- La Ford GT Mansory, modification de la Ford GT réalisée à quatre exemplaires[5] ;

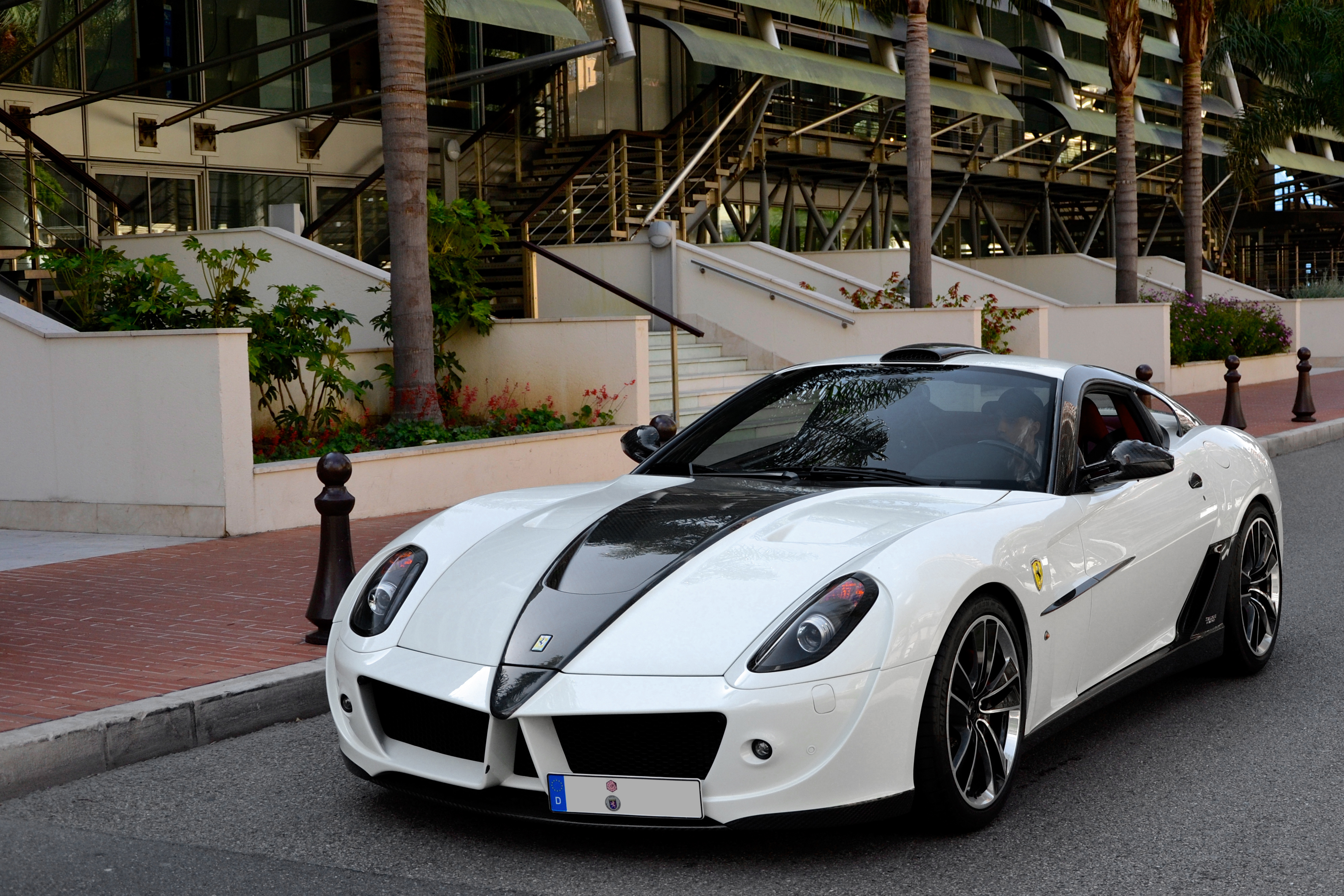
Mansory Stallone (Ferrari 599 GTB Fiorano)
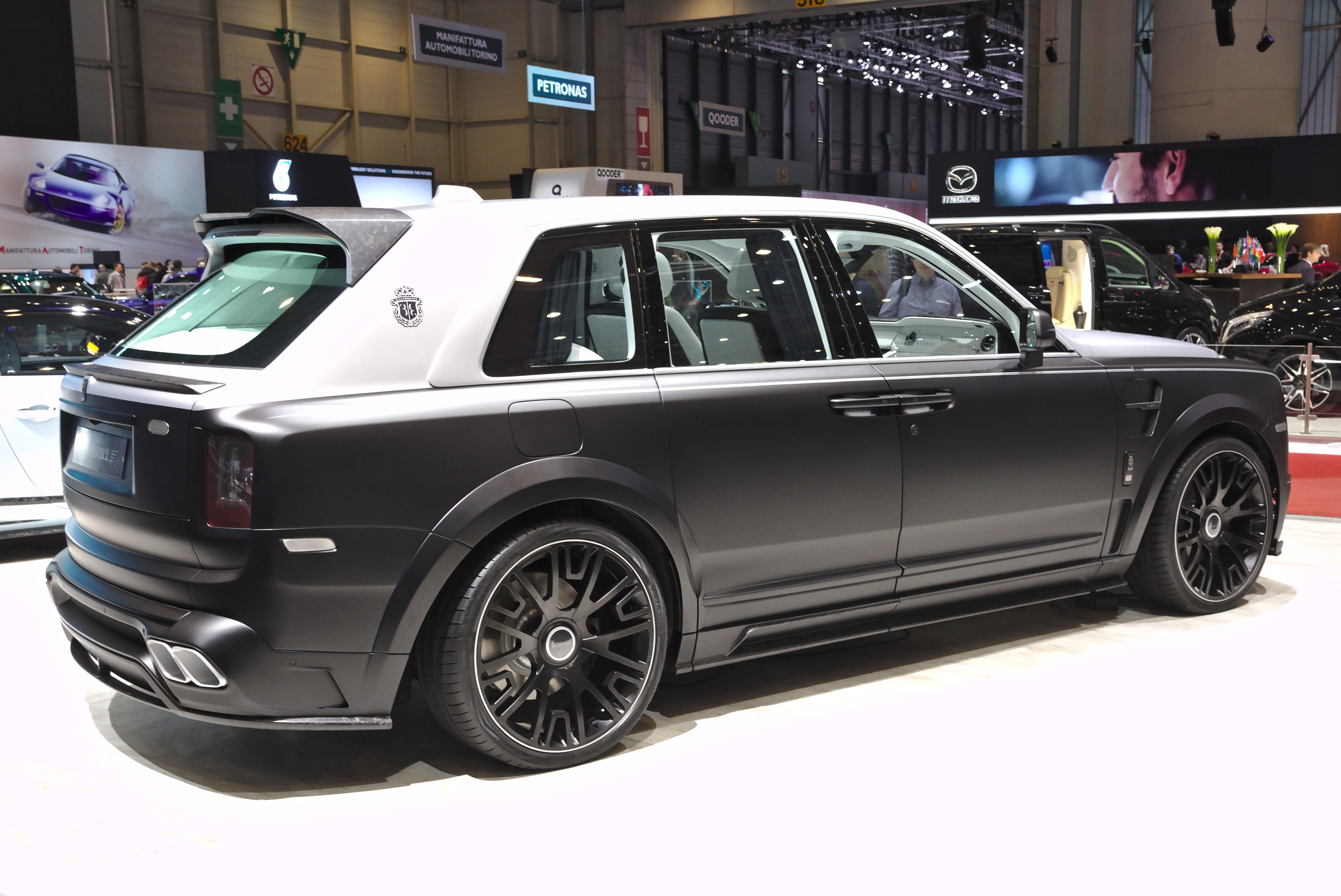
Mansory Coastline (Rolls-Royce Cullinan)
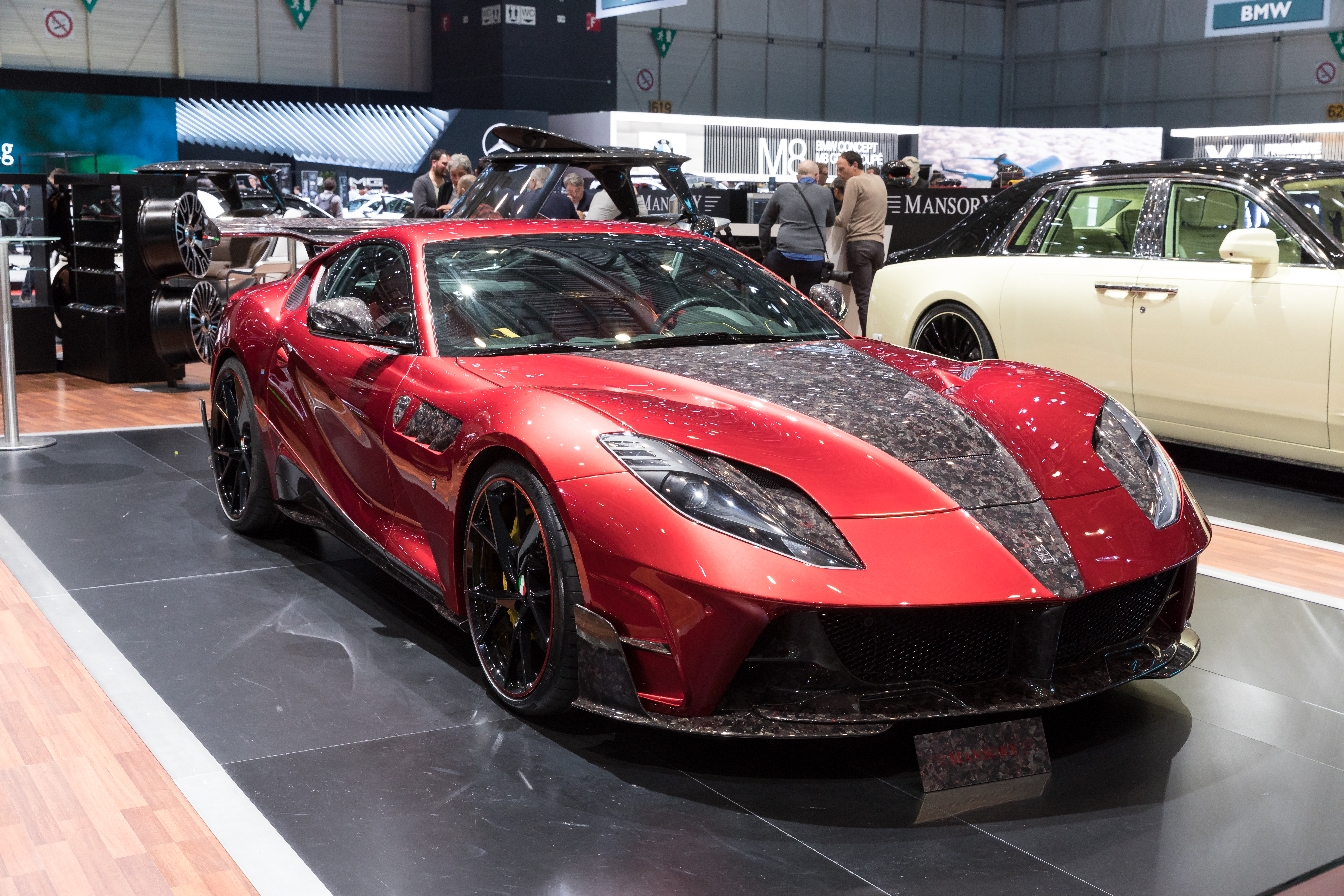
Ferrari 812 Superfast Stallone par Mansory, 2018
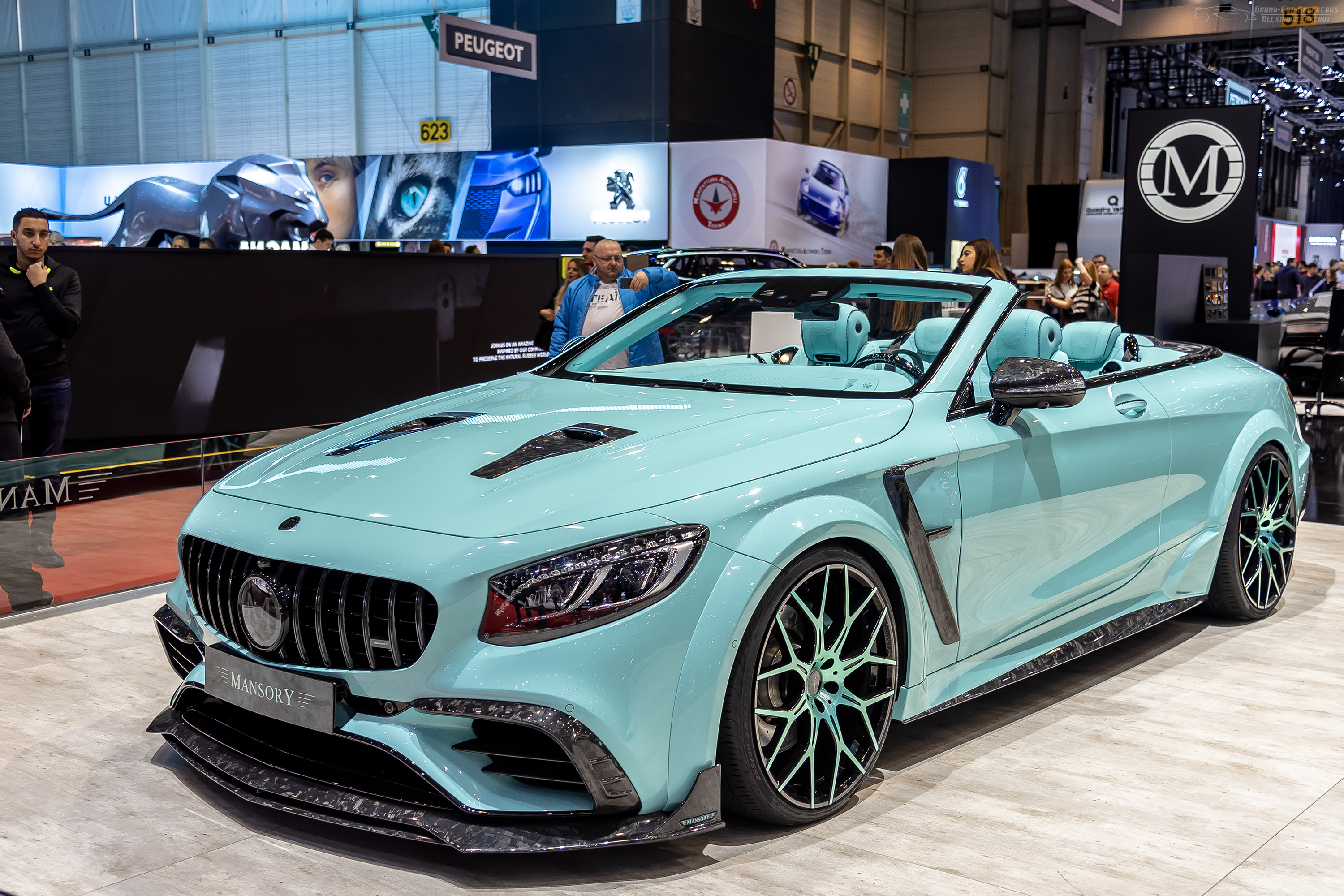
Mercedes-AMG S63 Apertus par Mansory, 2019
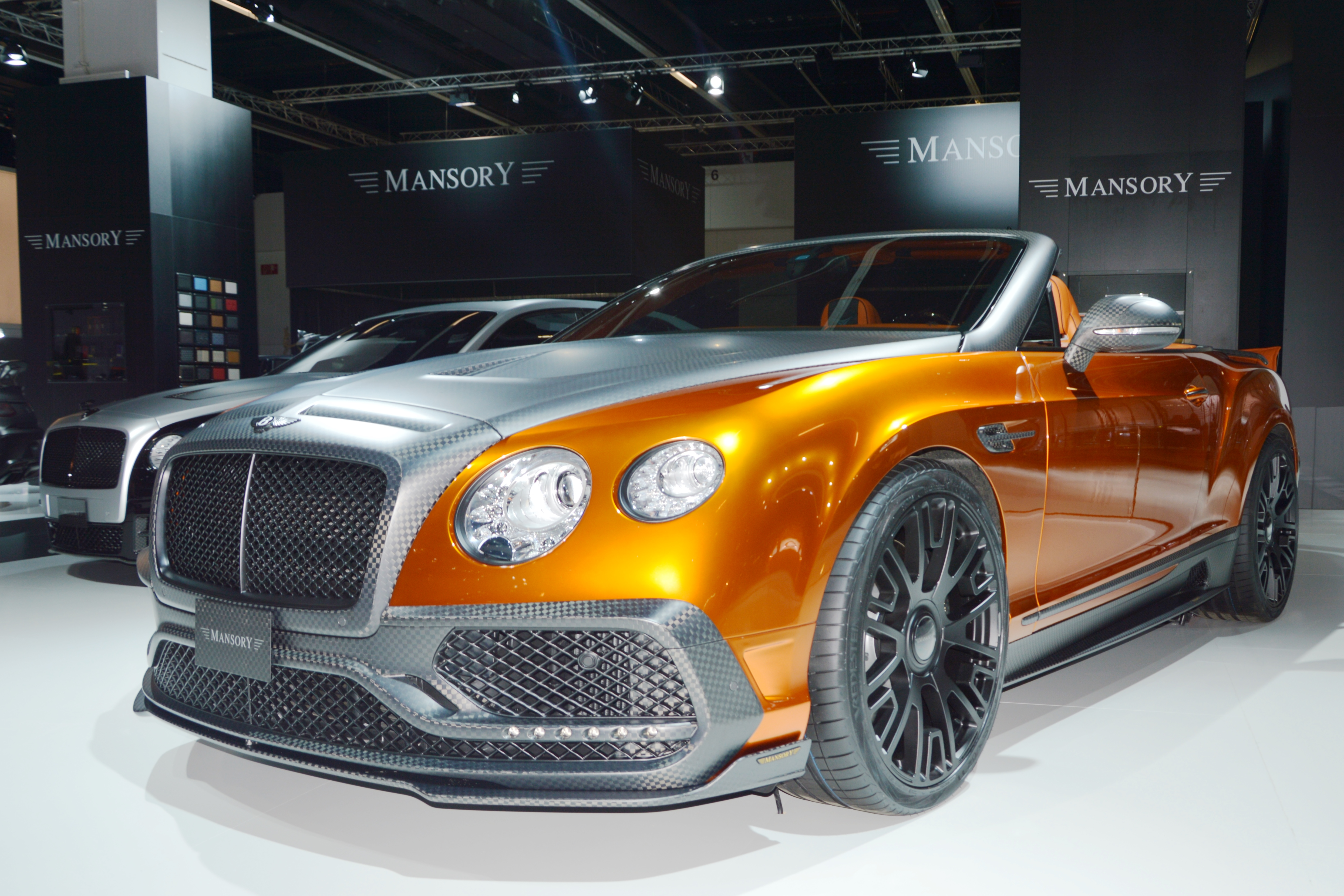
Bentley Continental GTC par Mansory, 2015
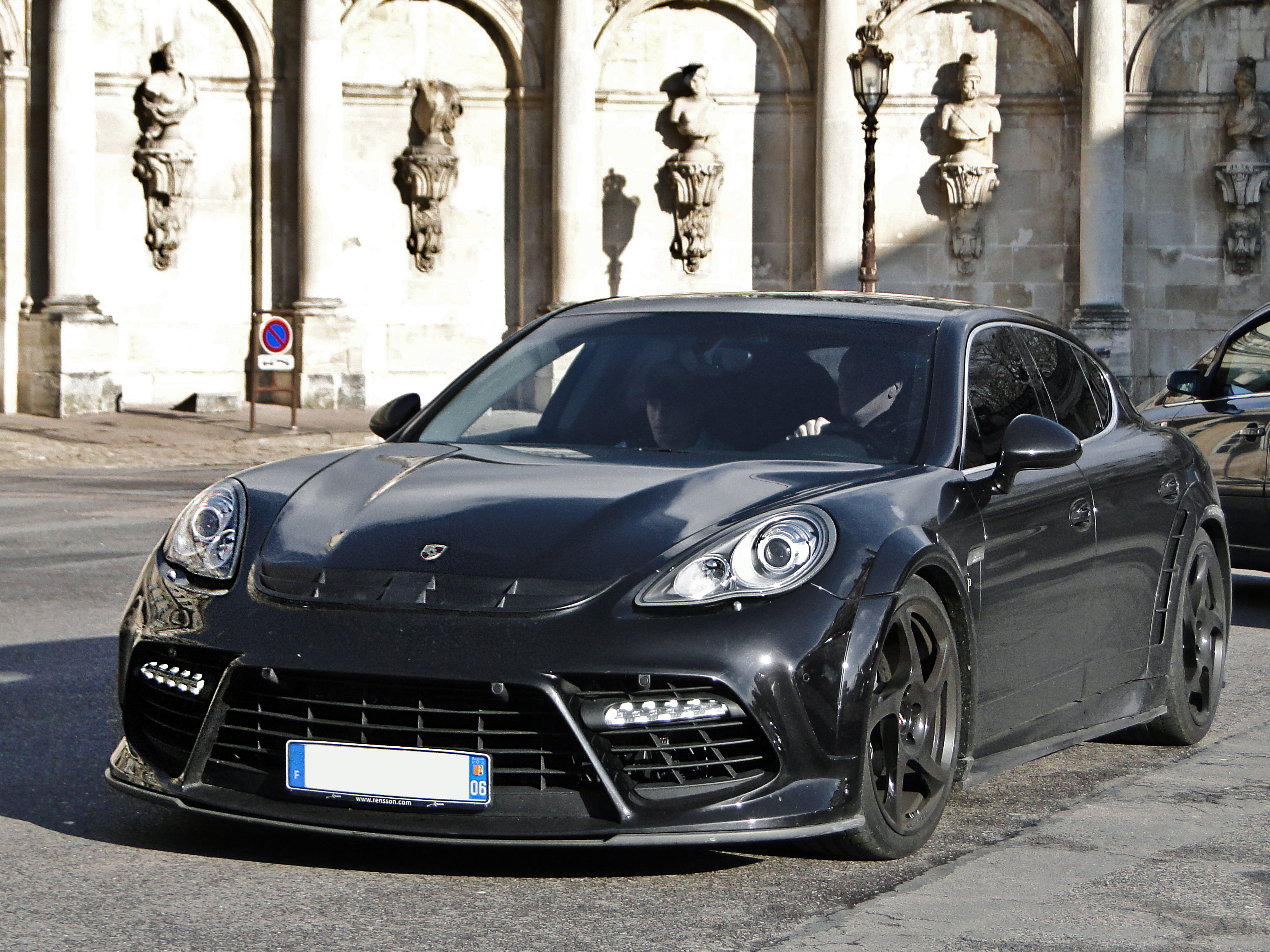
Mansory Panamera C One (Porsche Panamera), 2009
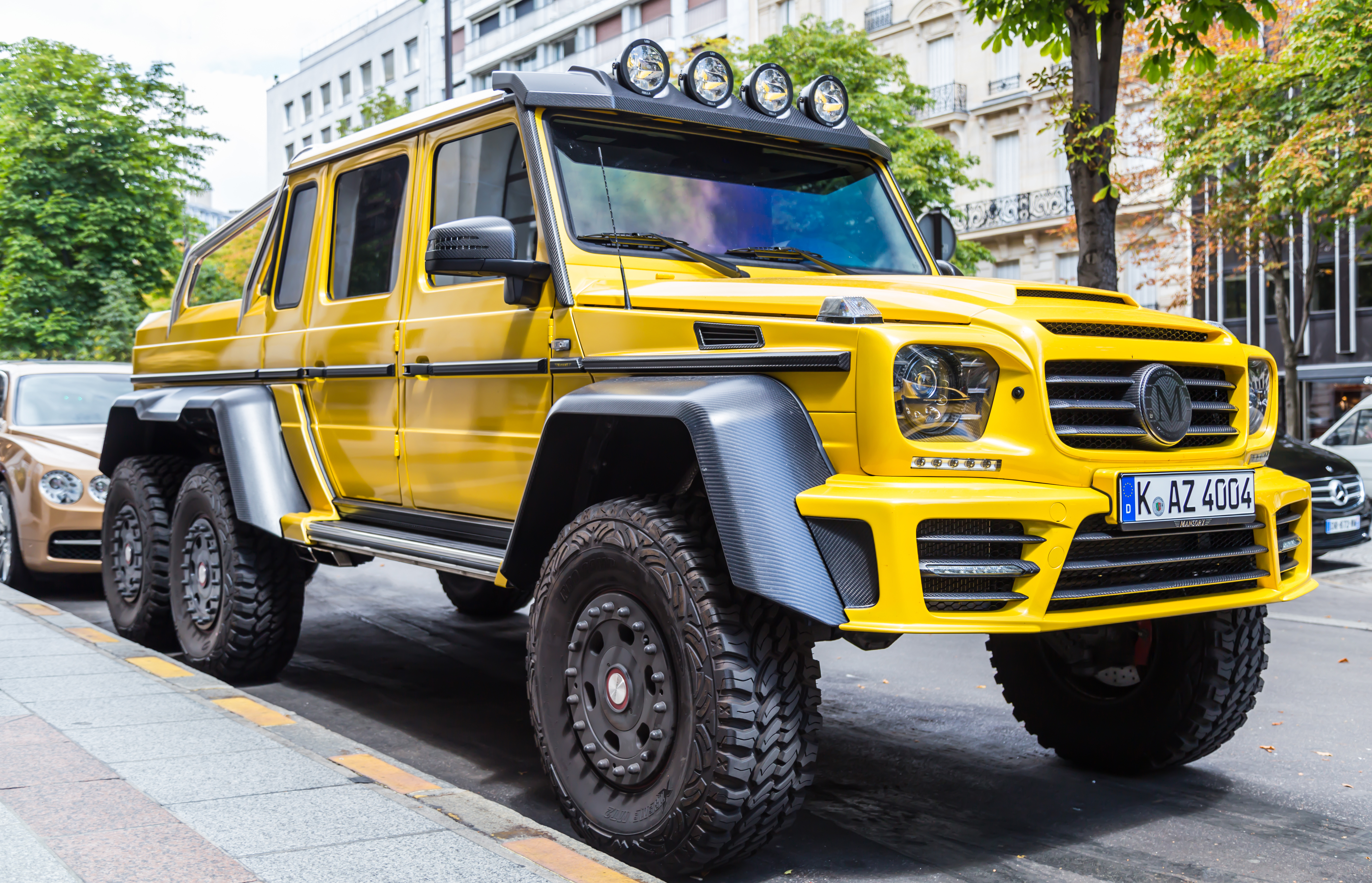
Mercedes classe G 6×6 par Mansory
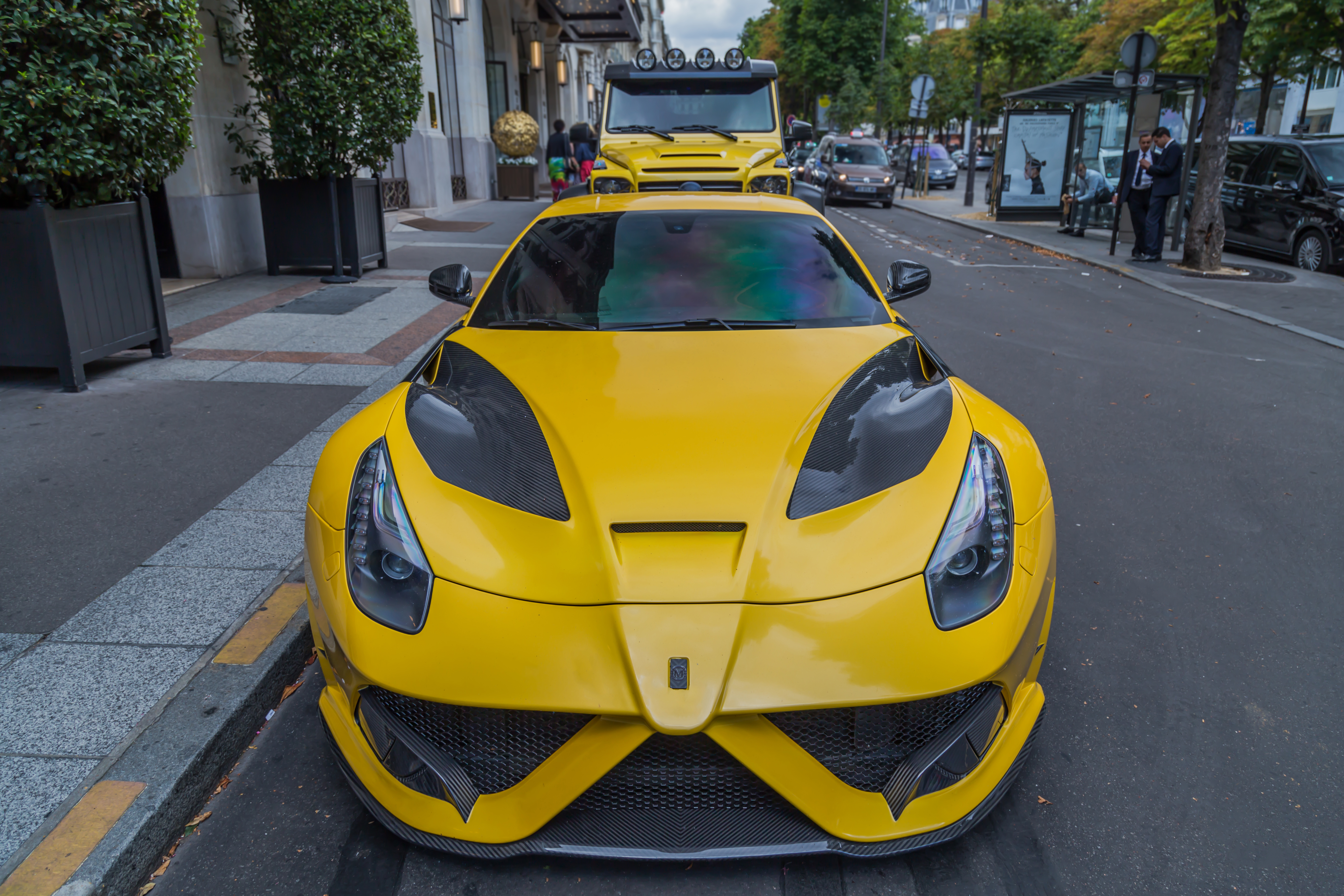
Ferrari F12 Berlinetta Stallone par Mansory

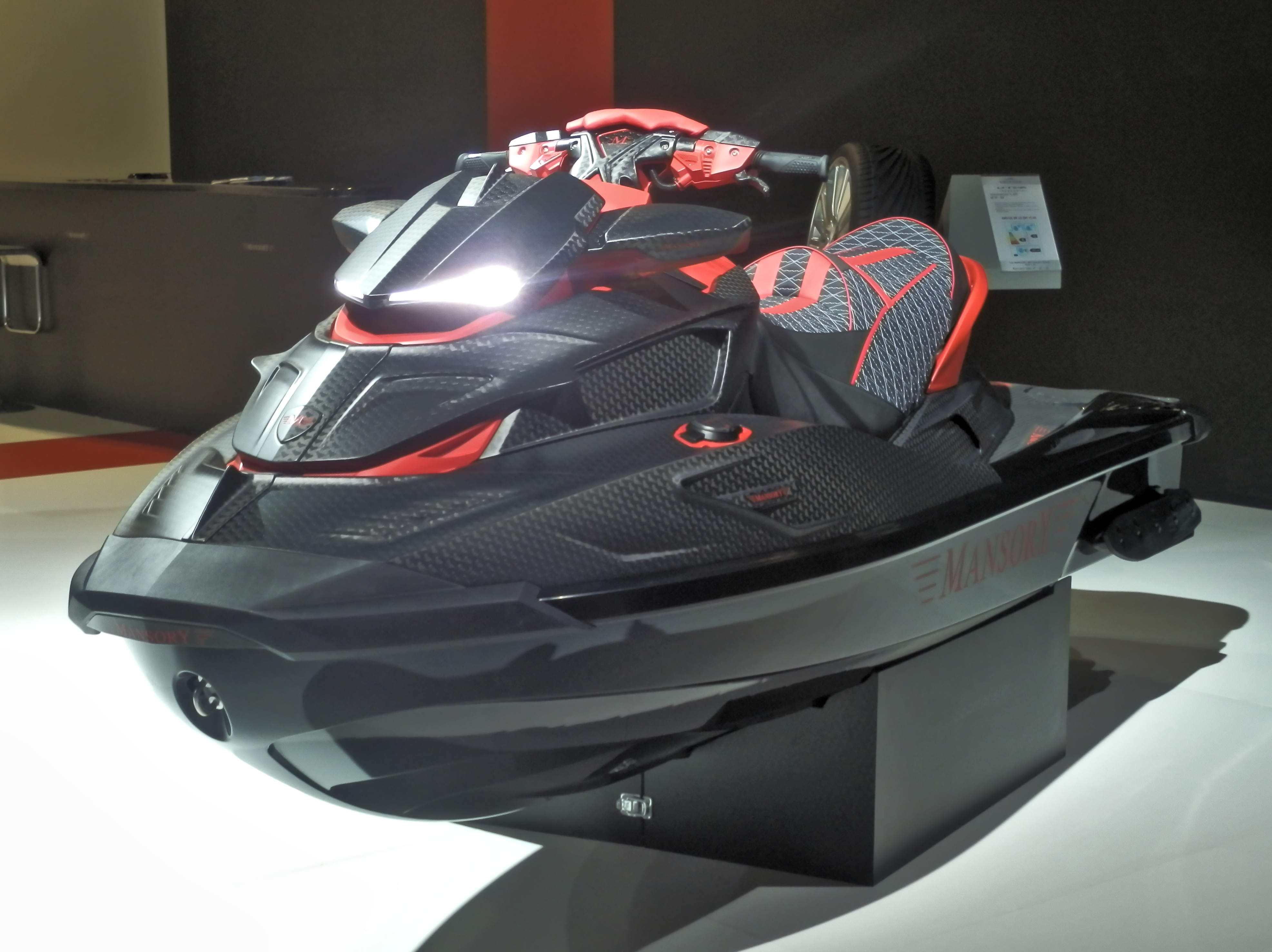
La motomarine Mansory Black Marlin.

S’y ajoutent également quelques réalisations non automobiles, comme le concept de moto Zapico présenté en 2011, ou la motomarine Black Marlin, une modification d’une Sea-Doo RXT-X 260 RS présentée en 2015.

### Mansory Stallone

#### Moteur
La Mansory Stallone est une Ferrari 599 GTB Fiorano équipée du moteur V12 d'origine Ferrari amélioré pour développer 720 chevaux et 700 N m grâce à l'ajout d'un compresseur haute-performance, d'un échangeur spécifique, d'un filtre à air sport et d'une cartographie électronique modifiée soit un gain de 100 ch et de 92 N m. Sa vitesse maximale est de 340 km/h mais son accélération de 0 à 100 km/h reste de 3,7 secondes.

#### Extérieur
À l'extérieur, la voiture reçoit un nouveau bouclier avant avec de larges ouvertures et des flancs retravaillés pour un meilleur aérodynamisme et un meilleur flux d'air. Entre les portières et les ailes avant, elle est dotée d'une énorme sortie d'air pour évacuer l'air chaud du moteur mais garde les écopes présentes sur le modèle originel pour refroidir les freins arrière. Le pare-chocs arrière reçoit un diffuseur plus imposant. Les deux doubles-sorties d'échappement d'origine sont rassemblées en un pot d'échappement central de forme carrée semblable à celui de la Bugatti 16.4 Veyron. Un aileron arrière en carbone est ajouté de même qu'une prise d'air sur le toit. Le capot moteur est sculpté au centre de façon à représenter un museau de Formule 1 moderne. Les phares arrière sont blancs et non plus rouges. Enfin, des jantes de 20 pouces sont installées à l'avant, l'arrière recevant des modèles de 21 pouces.

#### Divers
La Mansory Stallone garde toutes les caractéristiques et les technologies de la 599 GTB Fiorano d'origine comme la suspension Sospensione a Controllo Magnetoreologico , le système Launch Control, le système de traction F1-Trac, la boîte de vitesses F1 et le châssis Space Frame.